# Cublac
Cublac település Franciaországban, Corrèze megyében. Lakosainak száma 1730 fő (2022. január 1.). Cublac Brignac-la-Plaine, Mansac, Terrasson-Lavilledieu, Beauregard-de-Terrasson és Villac községekkel határos.

## Népesség
A település népességének változása:
| Lakosok száma | 1062 | 1377 | 1560 | 1577 | 1696 | 1666 | 1695 | 1736 | 1727 | 1730 |
|               | 1968 | 1982 | 1990 | 2006 | 2013 | 2015 | 2017 | 2019 | 2020 | 2022 |